# Foro spinoso

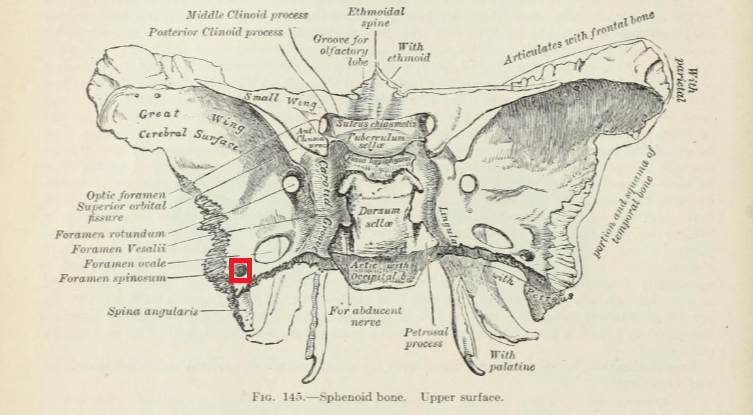
Foro spinoso: messo in evidenza (riquadro rosso) in una visione superiore dell'osso sfenoide, che ne coglie la superficie endocranica.

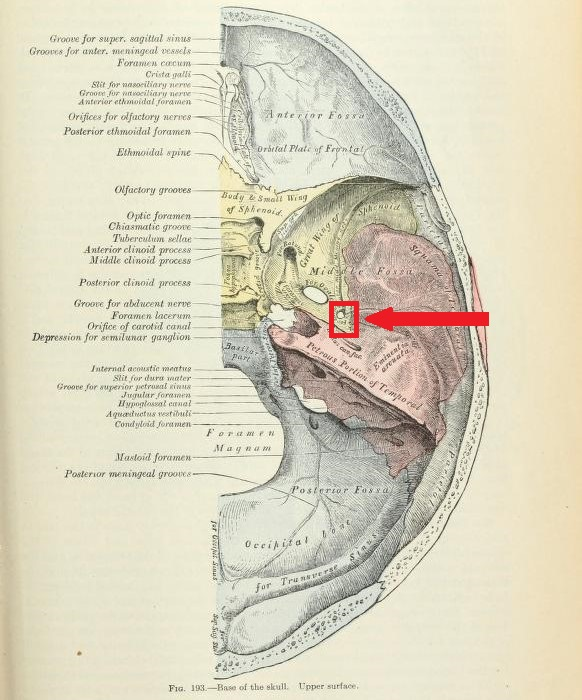
Foro spinoso, messo in evidenza (riquadro rosso) in una sezione trasversa del neurocranio. Medialmente sono visibili anche gli altri fori della grande ala sfenoidea.

Il foro spinoso è un'apertura scavata nella grande ala dell'osso sfenoide, andando a raccordare la fossa cranica media con la fossa infratemporale. 
Si tratta di una struttura anatomica pari: si individuano, quindi, un foro spinoso destro ed uno sinistro. Questo canale tra l'interno della scatola cranica e l'ambiente esocranico permette il passaggio di diverse strutture vascolari e nervose. Nel dettaglio, dà adito all'ingresso dell'arteria meningea media (ramo collaterale dell'arteria mascellare), all'uscita delle vene meningee medie (drenanti, una volta fattesi esocraniche, nella vena faciale comune) ed al ramo meningeo del nervo mandibolare (terza branca del nervo trigemino). Quest'ultima struttura (anche detta "nervo spinoso") ha andamento ricorrente, in quanto si stacca dal nervo mandibolare, appena fuoriuscito dalla fossa cranica media tramite il foro ovale, e vi rientra per andare ad innervare le meningi, in particolare la dura madre.

## Localizzazione
Questo paio di fori è il più laterale e posteriore dei tre (rotondo, ovale e, appunto, spinoso) che attraversano inferiormente le grandi ali dello sfenoide. I due fori spinosi (destro e sinistro) sono ubicati rostralmente e medialmente ai processi spinosi dello sfenoide (spine sfenoidali) e guardano cranialmente la superficie inferiore del lobo temporale telencefalico.